# تفاعل نووي متسلسل

تفاعل انشطار نووي متسلسل محتمل 1. تمتص ذرة يورانيوم-235 نيوترون، وتنشطر إلى ذرتين جديدتين (نواتج الانشطار)، وينطلق 3 نيوترونات جديدة وكمية كبيرة من طاقة الترابط. 2. أحد هذه النيوترونات يمتصه ذرة يورانيوم-238، فلا تتأثر ولا تستكمل التفاعل. نيترون آخر يغادر النظام دون أن يُمتص. ويصطدم النيوترون الثالث بذرة يورانيوم-235، التي تنشطر وينطلق منها نيوترونين وقدر كبير من طاقة الترابط. 3. يصدم هذان النيوترونان ذرات يورانيوم-235، وتنشطر كليهما وينتج نيوترونات جديدة، ويستمر التفاعل.

التفاعل النووي المتسلسل هو تفاعل يحدث عندما يتسبب تفاعل نووي واحد في نشأة تفاعلات نووية لاحقة واحد أو أكثر، مما يعطي احتمالية لسلسلة من التفاعلات المتولدة ذاتيًا، وقد يكون بانشطار نظائر ثقيلة مثل 235U، وينتج عنه عدة ملايين أضعاف الطاقة المتولدة من أي تفاعل كيميائي.

## التاريخ
في سنة 1913 م، افترض ماكس بودنشتاين لأول مرة وجود التفاعل التسلسلي، وكانت فكرته قد شاعت قبل أن تفترض فكرة التفاعل النووي المتسلسل. وبالتالي، أصبح مفهومًا أن متسلسلة التفاعلات الكيميائية هي المسؤولة عن الزيادة المتضاعفة للتفاعل، كما يحدث في التفجيرات الكيميائية.
كان العالم المجري ليو زيلارد أول من افترض هذا التفاعل في 12 سبتمبر 1933. كان النيوترون قد تم اكتشافه سنة 1932 م. أدرك زيلارد أنه إذا كان التفاعل النووي ينتج عنه نيوترونات، فإنها قد يتسبب عنها المزيد من التفاعلات النووية، وستصبح العملية مستديمة. إلا أن زيلارد، ومع ذلك، لم يقترح أن الانشطار هو آلية التي تمت لكي يتسلسل التفاعل، حيث لم يكن تفاعل الانشطار قد اكتشف بعد. بدلاً من ذلك، اقترح زيلارد استخدام خليط من النظائر المعروفة أخف لتنتج نيوترونات بوفرة. ولكنه حصل على براءة اختراع لفكرته عن مفاعل نووي بسيط في السنة التالي.
في سنة 1936 م، حاول زيلارد بدء تفاعل متسلسل باستخدام البيريليوم والإنديوم، ولكنه فشل. وبعد اكتشاف الانشطار النووي وإثباته على يد أوتو هان وفريتز ستراسمان في ديسمبر 1938 م، غي سنة 1939 م، اكتشف زيلارد وفيرمي تضاعف النيوترونات في اليورانيوم، ليثبتوا أن التفاعل النووي المتسلسل محتمل بشدة وفق تلك الآلية.
في 2 ديسمبر 1942، أنتج فريق بقيادة إنريكو فيرمي أول تفاعل نووي متسلسل اصطناعي في مفاعل شيكاغو بايل -1 في جامعة شيكاغو. كانت تجارب فيرمي جزء من مشروع مانهاتن. وفي سنة 1956 م، افترض بول كيرودا من جامعة أركنساس أن هذا التفاعل الانشطاري قد يحدث طبيعيًا، إذا تواجدت المواد الطبيعية (مثل المياه واليورانيوم) بنسبة معينة في القشرة الأرضية. وثبت صحة فرضيته بعد تجربة أجريت في مفاعل أوكلو في سبتمبر 1972.

## وصلات خارجية
- Nuclear Chain Reaction Animation